# Miastków Kościelny
Miastków Kościelny – wieś sołecka w Polsce położona w województwie mazowieckim, w powiecie garwolińskim, w gminie Miastków Kościelny. Leży nad rzeką Wilgą. 
| SIMC    | Nazwa | Rodzaj    |
| ------- | ----- | --------- |
| 0680940 | Gąsew | część wsi |

W latach 1954–1972 wieś należała i była siedzibą władz gromady Miastków Kościelny. W latach 1975–1998 miejscowość administracyjnie należała do województwa siedleckiego. 
Miejscowość jest siedzibą gminy Miastków Kościelny, a także rzymskokatolickiej parafii Nawiedzenia Najświętszej Maryi Panny.

## Historia
Po raz pierwszy wzmiankowana w 1417 r. jako wieś Myastkowa. W 1424 roku założona została tu parafia przez Andrzeja Łaskarza z Gosławic, biskupa poznańskiego. W 1470 r. z fundacji Stanisława Miastkowskiego (Prażmowskiego) wybudowano murowany kościół w stylu gotyku mazowieckiego, pod wezwaniem Nawiedzenia i Zwiastowania Najświętszej Maryi Panny i Św. Leonarda. Istniał on do 1879 r., potem przebudowany, a w latach 1901–1903 powiększony i całkowicie przebudowany według projektu budowniczego Tadeusza Czerwińskiego. 
Miastków uzyskał prawa miejskie chełmińskie w 1472 r., a ich potwierdzenie 4 listopada 1482 r. W charakterze miasta występował jeszcze w 1539 roku, kiedy to ponownie otrzymał potwierdzenie przywileju lokacyjnego, jednak już w spisach poborowych z 1576 r. oraz
w lustracji z 1660 roku jest wymieniona jako wieś. Miejscowość została zniszczona podczas potopu szwedzkiego.
Miastków był w posiadaniu rodzin: Miastkowskich, Radzymińskich, Prażmowskich, Lasockich. W 1723 r. osada została odstąpiona Janowi Przebendowskiemu, podskarbiemu wielkiemu koronnemu, następnie w latach 1730–1755 – w posiadaniu Franciszka Bielińskiego, marszałka wielkiego koronnego. Od 1767 r. własność Radziwiłłów, od 1820 roku – Bnińskich, od 1845 r. Gąssowskich; a od 1901 r. – Potockich.
W 1825 r. wieś liczyła 163 mieszkańców. W 1827 roku Miastków Kościelny miał 19 domów i 163 mieszkańców a Miastków Stary 23 domy i 185 mieszkańców. W 1885 r. Miastków Kościelny liczył 21 domów i 291 mieszkańców. Była tu gorzelnia, młyn wodny, tartak, folusz i pokłady torfu. W 1921 r. wieś liczyła 217 mieszkańców, w 1961 r. – 568 mieszkańców.
Urodził się tu Bogusław Miedziński – podpułkownik piechoty Wojska Polskiego, wicemarszałek Sejmu, senator V kadencji i Marszałek Senatu II RP

## Etymologia
W 1417 r. nazwę miejscowości zapisano jako Myastkowa. 1424 – Miastkow; a w 1440 – Myasthkowo. W 1482 roku nazwa została zapisana Myestkowo. W rejestrze poborowym z 1576 r. wzmiankowano Miastkowo Duże i Miastkowo Małe, oraz Wolę Miastkowską. W lustracji z 1660 roku wzmiankowany jest pod nazwą Miastkowo. J. Łukaszewicz podaje natomiast nazwę osady: Miastków Duży. Nazwa wykazywała w średniowieczu wahania językowe, obok postaci Miastków, występowały formy: Miastkowo, Miastkowa, Miestkowo. Nazwa pochodzi od wyrazu miastko, który w średniowieczu oznaczał miasteczko. Wiąże się ona również z nazwiskiem rodziny Miastkowskich, którzy założyli tę osadę.

## Zabytki
- Kościół parafialny pod wezwaniem Nawiedzenia i Zwiastowania Najświętszej Maryi Panny i Św. Leonarda, murowany z czerwonej cegły, wzniesiony w stylu gotyku mazowieckiego w 1470 r., przebudowywany w 1879 r. i w latach 1901–1903.
- W kościele znajdują się:
  - Płyta nagrobna Jana Prażmowskiego (zm. 1572 r.) z piaskowca, z zatartym kartuszem herbowym.
  - Epitafium Aleksandra Bnińskiego, senatora Królestwa Polskiego (zm. 1831 r.), fundacji córki Zofii Grabowskiej z XIX w.
  - Epitafium klasycystyczne Piotra Gąssowskiego, sędziego pokoju (zm. 1853 r.).
  - Epitafium Stanisława Gąssowskiego (zm. 1866 r.) z głową zmarłego rzeźbioną z alabastru.
- Na cmentarzu katolickim grzebalnym nagrobki:
  - rodziny Gąssowskich 1851–1853
  - ks. Piotra Barankiewicza, proboszcza miastkowskiego (zm. 1860 r.)
- Resztki parku krajobrazowego, z 1 poł. XIX wieku położone wokół pałacu Gąssowskich zbudowanego w 1878 r.